# Nicole Louvier
Nicole Louvier (París, 23 de junio de 1933 - París, 8 de marzo del 2003) fue una autora, compositora e intérprete, escritora, poeta y productora lesbiana francesa.

## Trayecto
Sus padres trabajaban en la industria textil cuando estalló la Segunda Guerra Mundial. Durante la ocupación, su familia, de origen judío polaco, tuvo que separarse y Nicole quedó escondida en casa de unos campesinos bretones.
Tras la Liberación, ya había escrito numerosos poemas y un editor se ofreció a ponerles música. Su primer álbum apareció en 1953 con un prefacio de Maurice Chevalier que había notado su talento. Él la llama “El pequeño Radiguet de la canción."
La precocidad de esta joven cantante sorprende con letras maduras como Quién me entregará ? (1953). Fue contratada por Nikos Papatakis y así debutó en el cabaret La Rose Rouge. También visitó La Colombe y Chez Agnès Capri. Es la primera cantante francesa que se acompaña con la guitarra en el escenario. Su repertorio se caracteriza por su poesía, su simbolismo, incluso sus premoniciones con títulos como File la nuit (1955), J'appelle la Terre (1962) y La Chanson pour la fin du monde (1963).
Al mismo tiempo, algunas de sus obras tuvieron mucho éxito y fueron interpretadas por cantantes populares como Lucienne Delyle, que hizo un cover de My Little Boyfriend Lost en 1954, y Jean-Claude Pascal, que adaptó La Chanson de Venise en 1964.
Otros son interpretados por cantantes seducidos por la poesía de las canciones de Nicole Louvier, como Rosalie Dubois que ofrece su versión de la Canción para el fin del mundo en 1964, e incluso Marlene Dietrich que interpretará, en escena en 1955, Quién me entregará?
Ediciones de La Table Ronde publican sus obras. La publicación de su novela Qui qu'en grogne desató un escándalo por la evocación de las emociones románticas de las jóvenes entre ellas. La joen escritora es calificada de valiente por defender los amores gays de Luis de Baviera y porqué ella amó a las mujeres y nunca lo intentío esconder. En 1959, publica la novela Les Marchands, que cuenta la historia de un joven cantante ingenuo atrapado en el funcionamiento del mundo del espectáculo. A pesar de su actividad como productora en Radio France, sus inquietantes comentarios la marginarán.
Luego se fue a Israel para vivir en un kibutz mientras continuaba su trabajo como escritora. Luego divide su tiempo entre Israel y Francia.
Ha despertado la vocación de cantantes que, como Anne Sylvestre, siguen su ejemplo interpretando sus composiciones, letras y música, tocando la guitarra aunque les acompañe una orquesta.Al ser productora de radio, anima a cantar a la principiante, de lo  que más tarde sería una de las figuras de canción francesa, Bárbara. En 2003, la videoartista Raymonde Couvreu presentó el proyecto de un retrato coproducido con Hélène Hazéra y Nicole Louvier: Esta noche el vigilante es una mujer, en el Festival Internacional de Cine de Mujeres de Créteil. 2008, con un libreto compuesto por Dany Lallemand, Ediciones ILD publica un CD dedicado a Nicole Louvier, que ofrece veinticinco canciones, incluidas dos canciones inéditas.
Nicole Louvier fue enterrada el 12 de marzo de 2003 en el cementerio de Montparnasse (30). Su tumba fue restaurada en 2022.

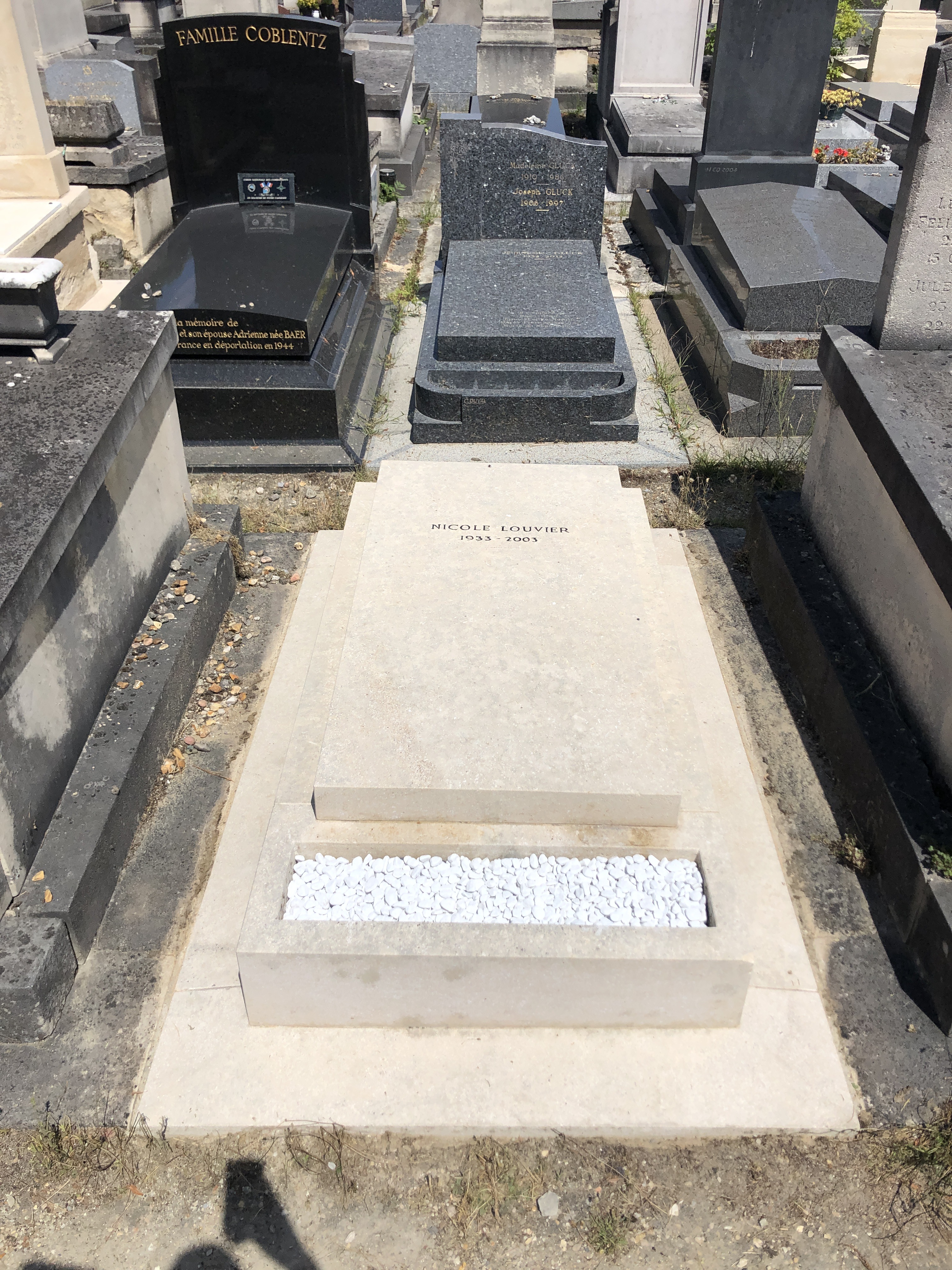
Tumba de Nicole Louvier.

## Discografía
- 1953: Nicole Louvier y sus canciones — Con dos guitarras, Nicole Louvier y Henri Crolla - Discos EP DECCA 45 rpm (ref 455 660) :
  - helena
  - Lo importante
  - En algún otro lugar
  - Nada sucede por casualidad
- 1953: Nicole Louvier… y sus canciones, presentado por Maurice Chevalier — A dos guitarras, Nicole Louvier y Jacques Liébrard — Discos DECCA de 33 rpm y 25 cm  (ref FM 133116):Cuando tengo hambre.
  - es la ley
  - es el viento
  - tengo miedo del amor
  - En la vida como en la guerra
  - Dormir
  - Me dices que me amas
  - mi novio perdido
- 1964: Key Songs (período de compilación de 1960 a 1964 ) — Letra y música de Nicole Louvier — Orquesta y dirección de François Rauber — Discos DECCA de 33 rpm y 30 cm  :
  - La canción de Venecia
  - Canción para mi rencor
  - Canción para el fin del mundo.
  - París por nada
  - Canción para domesticarte
  - señor lo inusual
  - El viento de Nara
  - llamo a la tierra
  - Oración del niño Mozart
  - Puedes
  - si me voy enamorado
  - Cita con
  - como ladrones
  - Adiós teatro
- 2008: Nicole Louvier « …y sus canciones » (recopilación de 26 canciones del período 1953 a 1957 ), 1 CD con libreto de 12 páginas, presentación online ILD 642263
- 2011: Nicole Louvier chante…, recopilación de 25 canciones (incluidas versiones de Lucienne Delyle ), colección The Forgotten Treasures of Song, 1 CD ILD 642310 presentación en línea

Una discografía da la referencia de las 23 grabaciones de canciones identificadas para el período 1953 - 1965 (sin detalles de los títulos por disco). 

## Publicaciones
- 1953: Quien refunfuña, Éditions de la Table Ronde . Incluido en la obra publicada en 3.000 ejemplares. del club internacional del libro de Bruselas, con ilustraciones de Claude-Michel Grosjean.
- 1953: Canciones prohibidas, Éditions de la Table rond .
- 1955: L'Heure des jeux, Éditions de la Table Ronde.
- 1959: La muerte de un teatro, Librería Arthème Fayard (colección : Obras Libres).
- 1959: Les Marchands, Éditions de la Table Ronde. Incluido en la obra publicada en 3.000 ejemplares. del club internacional del libro de Bruselas, con ilustraciones de Claude-Michel Grosjean.
- 1961: Canciones para mi guitarra, Éditions de la Table Ronde.
- 1962: Poemas de la Alianza, Ediciones de la Mesa RedondaISBN 2-7103-1567-X
- 1967: Los diálogos de la noche blanca, Éditions La Jeune Parque.
- 1968: Honorable o el perro, Éditions La Jeune Parque.
- 2021: El libro del Archivieux, autoedición (impresor : Escoubiac) [5]

## Reconocimientos
- 1953: Gran Premio de la Chanson française de Deauville por su canción Who will delivery me...
- 1964: Gran Premio Paul-Gilson por su recopilación Chansons-Clés.